# Anolis liogaster
Espèce
Synonymes
- Norops liogaster (Boulenger, 1905)
- Anolis adleri Smith, 1972
- Norops adleri (Smith, 1972)

Statut de conservation UICN

 LC  : Préoccupation mineure
Anolis liogaster est une espèce de sauriens de la famille des Dactyloidae.

## Répartition
Cette espèce est endémique du Guerrero au Mexique.

## Publications originales
- Boulenger, 1905 : Descriptions of new reptiles discovered in Mexico by Dr. H. Gadow, F.R.S. Proceedings of the Zoological Society of London, vol. 1905, no 2, p. 245-247 (texte intégral).
- Smith, 1972 : A new satellite of the Anolis gadovii species swarm (Reptilia: Sauria) in Mexico. Journal of Herpetology, vol. 6, no 3/4, p. 179-181.